# Potamogeton confervoides
Potamogeton confervoides là một loài thực vật có hoa trong họ Potamogetonaceae. Loài này được Rchb. miêu tả khoa học đầu tiên năm 1845.